# Peleteria trinitatis
Peleteria trinitatis är en tvåvingeart som beskrevs av Thompson 1963. Peleteria trinitatis ingår i släktet Peleteria och familjen parasitflugor. Inga underarter finns listade i Catalogue of Life.